# Милош Раонич
Ми́лош Ра́онич (англ. Milos Raonic, серб. Милош Раонић/Miloš Raonić; народився 27 грудня 1990) — канадський тенісист сербського походження, який зараз мешкає у Монте-Карло. 30 ракетка світу і третя ракетка Канади на 20 березня 2020.
Раонич — найбільш рейтинговий канадський тенісист з моменту запровадження рейтингу у 1973 році. Він вперше кваліфікувався на турнір Великого шолому на US Open 2010. Після виходу у четверте коло Australian Open 2011 та перемоги на своєму першому турнірі ATP на SAP Open він піднявся зі 152 місця рейтингу на 37. Раонич найкраще грає на хардових покриттях. Він має сильну і точну подачу.
За статистикою, його подача є однією з найкращих у Турі. Станом на 26 червня 2012 року, він зробив найбільше ейсів та виграв найбільший відсоток геймів на своїй подачі серед усіх гравців Туру за 2012 рік.

## Особисте життя
Раонич народився у Подгориці, але його сім'я переїхала до Канади, коли йому було лише 3 роки. Вільно володіє сербською та англійською мовами. Вболіває за Барселону, Торонто Репторз і Торонто Мейпл-Ліфс.
На відміну від Грега Руседскі — одного з найкращих канадських тенісистів в історії, який закінчував кар'єру під прапором Великої Британії, Раонич планує виступати тільки за Канаду. З 2010 року його трененом є колишній іспанський гравець Гало Бланко.
З 2014 року зустрічається з канадською моделлю Деніелл Кнадсон

## Тенісна кар'єра

### 2007
У березні Раонич отримав wildcard на два Ф'ючерси в Канаді. Там він виграв свій перший матч на рівні професіоналів. Проте поступився у другому матчі. На другому і третьому тижні Канадського Ф'ючерсу Раонич поступався у першому колі в одиночному розряді і в парному (разом з Васеком Поспішилом). На другому Ф'ючерсі він знову програв у другому колі — своєму співвітчизнику, партнеру за збірною і майбутньому тренеру Фреду Ніємеєру.

### 2008
Раонич знову отримав вайлдкард на турнір Banque Nationale Futures у Квебеку, де виграв парний титул разом з Міланом Покраячем. В одиночному розряді він програв № 457 рейтингу Майклу Яні у чвертьфіналі. Наступного тижня він вийшов у фінал парних змагань, але вилетів у другому колі одиночних. На третьому тижні Ф'ючерса Раонич вперше вийшов у фінал.
У липні він отримав запрошення на Челенджер у Канаді, де вилетів у першому колі в одиночному розряді і у другому — в парному разом із Вашеком Поспішилом. Наступного тижня він отримав wild card на кваліфікацію Rogers Cup, але програв у першому раунді № 203 рейтингу Олександру Кудрявцеву.
На Men's Rimouski Challenger він вилетів у першому колі, проте здобув титул у парному розряді разом із Поспішилом.
Раонич завершив рік на 915 місці в одиночному рейтингу і на 513 — у парному.

### 2009
На початку року Раонич брав участь у Ф'ючерсах в Америці та Європі, будучи уже сіяним у кваліфікації. Тоді ж він виграв свій перший одиночний титул на Ф'ючерсі у Монреалі. У парному розряді, він разом із Васеком Поспішилом, будучи першою сіяною парою, вилетіли у другому колі.
У липні він виступав на F2 у Словенії, вперше отримавши місце в основній сітці за рахунок рейтингу, проте програв уже в першому колі першому сіяному Паволу Червенаку. На F3 Раонич програв у першому колі Денису Молчанову, проте у парі із ним виграв тут титул.
Раонич отримав wild card на кваліфікацію до Rogers Cup, де переміг № 77 рейтингу Теймураза Габашвілі і № 113 рейтингу Мікаеля Ллодра. В основній сітці Раонич програв № 10 рейтингу Фернандо Гонсалесу, при цьому вигравши більше розіграшів, ніж його суперник (112 проти 107).
Восени Раонич грав Челенджери в США, але з меншим успіхом, ніж улітку. Він закінчив рік на 373 місці в одиночному рейтингу і на 425 — у парному.

### 2010
Раонич почав 2010 рік із новим тренером, колишнім партнером по команді, Фредериком Ніємеєром. Він дійшов до півфіналів на трьох перших Ф'ючерсах року у парному розряді, а також виграв свій парний матч у Кубку Девіса в парі з першою ракеткою світу Даніелем Нестором проти Колумбії, проте програв обидва одиночних матчі.
Наприкінці весни він виграв два титули у Кореї — на F2 i F4. Наступного тижня він програв у першому колі Busan Open Challenger восьмому сіяному Татсума Іто. Після цих успіхів у червні він досягнув 276 місця рейтингу.
У липні Раонич вийшов у фінал Challenger Banque Nationale de Granby, але програв першому сіяному Тобіасу Камке. Після цього він піднявся на 209 місце рейтингу. Отримавши wild card на Rogers Cup, Раонич поступився у першому колі Віктору Ханеску. У парному розряді він та Васек Поспішил здолали пару Новак Джокович/Рафаель Надаль. Це був перший випадок, коли дві перші ракетки світу зіграли у команді в парному розряді з 1976 року, коли це зробили Джиммі Коннорс та Артур Еш. Втім, Раонич і Поспішил програли вже в другому колі.

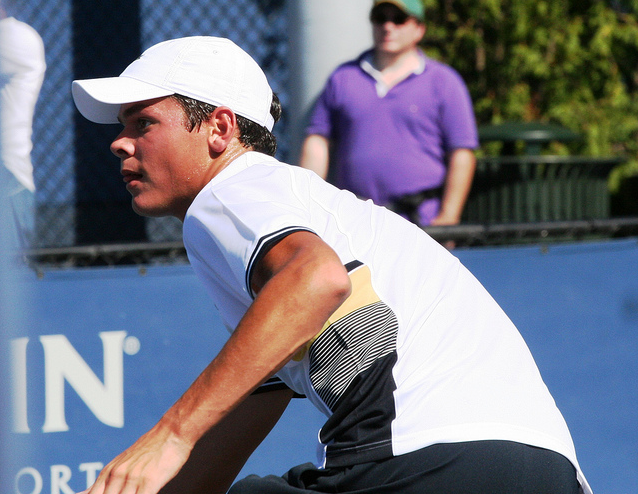
Раонич на US Open 2010

Раонич кваліфікувався на US Open, але програв у першому колі власнику wild card і третій ракетці Австралії Карстену Боллу. За два тижні Раонич виграв свою гру у матчі Кубка Девіса проти Домініканської республіки, допомігши збірній Канаді залишитись у Першій групі Американської Зони.
Наступного тижня він кваліфікувався на Proton Malaysian Open, де програв у чвертьфіналі Ігорю Андреєву. Потім він пробився в основну сітку Japan Open Tennis Championships, де програв у другому колі Рафаелю Надалю.
Несіяний, Раонич дійшов до чвертьфіналу Tashkent Challenger, перемігши другого сіяного індійця Сомдева Даввермана.
Згодом він програв у другому раунді кваліфікації до Valencia Open 500 другому сіяному Пабло Куевасу.
Раонич завершив 2010 рік на 156 місці одиночного рейтингу та на 349 місці парного.

### 2011
Раонич почав рік з кваліфікації до Chennai Open, де програв Едуарду Роже-Васлену. Потім він кваліфікувався на Australian Open, де виграв свій перший матч в основних сітках турнірів Великого шолома проти німця Бйорна Фау. У другому колі він переміг 22-го сіяного Мікаеля Ллодра, ставши першим канадцем за 10 років у третьому раунді ТВШ. Потім він переміг 10 ракетку світу росіянина Михайла Южного, ставши першим кваліфаєром, який пробився до четвертого кола ТВШ з 1999 року. Наступний матч він програв 7 ракетці світу Давиду Ферреру у чотирьох сетах, вигравши перший і програвши три наступні.

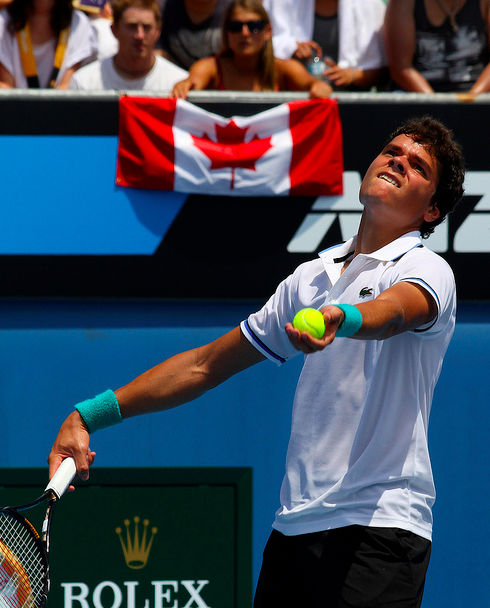
Раонич подає на Australian Open 2011

Незважаючи на поразку, Раонич отримав захоплені відгуки про свій виступ на Australian Open від Джона Макінроя, Мартіни Навратілової та газети Sydney Morning Herald, які назвали Раонича «новою суперзіркою».
За два тижні Раонич зіграв на турнірі SAP Open у Каліфорнії. Він переміг четвертого сіяного Ксав'є Малісса у першому колі, Джеймса Блейка у другому і Річардаса Беранкіса у третьому. У півфіналі він здолав другого сіяного Гаеля Монфіса, а у фіналі — на двох тай-брейках першого сіяного Фернандо Вердаско, вигравши таким чином свій перший титул рівня ATP, і ставши першим канадцем-переможцем турніру ATP після Грега Руседскі у 1995 році (після того він почав виступати за Велику Британію
).
Раонич отримав wild card на турнір ATP 500 Regions Morgan Keegan Championships, де у першому ж матчі знову виграв у Фернандо Вердаско. Потім Милош здолав Радека Штепанека, Роберта Кендріка і четвертого сіяного Марді Фіша. Він програв у фіналі першому сіяному та дворазовому чемпіону турніру Енді Роддіку 6-7, 7-6, 5-7, при цьому Роддік виконав удар навиліт у падінні на своєму п'ятому championship-point'і у цьому матчі. Після цих виступів Раонич піднявся на 37 місце рейтингу, ставши найбільш рейтинговим канадським гравцем усіх часів.
Раонич виграв обидва свої одиночні гри у матчі Кубка Девіса проти Мексики на ґрунті, а також парний матч разом із Васеком Поспішилом, вивівши Канаду у друге коло.
Він отримав wild card на Indian Wells Masters, де програв Раяну Харрісону у третьому колі після перемог над Марселем Ільханом та Марді Фішем.
Раонич почав ґрунтовий сезон на Monte-Carlo Masters, перемігши Мікаеля Ллодра та Ернеста Гулбіса, перед тим як програти четвертому сіяному і майбутньому фіналісту турніру Давиду Ферреру. Після цього він досягнув 28-го місця в рейтингу. Він вийшов у третє коло Barcelona Open та півфінал Estoril Open, але знявся через пошкодження спини у матчі проти Фернандо Вердаско за рахунку 4-6, 0-0.
Під час трав'яного сезону Раонич вийшов у чвертьфінал Gerry Weber Open, перемігши Пабло Андухара і Тобіаса Камке, але поступився Філіпу Петцшнеру. У парному розряді разом з Робіном Хаасе Раонич вийшов у перший у кар'єрі фінал, проте там вони поступилися «Індо-пакистанському експресу» у складі Рохана Бопанни та Айсама Кюреші 9-11 у вирішальному тай-брейку. На Вімблдоні 31-й сіяний Милош дішов до другого рануду, проте знявся через травму.
Раонич повернувся в Тур після US Open, але програв свою єдину гру проти Аміра Вейнтрауба у матчі Кубка Девіса проти Ізраїля. Потім він дійшов до півфіналу на Stockholm Open, де програв Гаелю Монфісу.

### 2012
8 січня він виграв свій другий титул рівня ATP на
Chennai Open в Індії, перемігши у фіналі 9 ракетку світу Янко Типсаревича на трьох тай-брейках 6-7, 7-6, 7-6. Раонич жодного разу не віддав свою подачу за турнір, ставши першим таким гравцем після Роджера Федерера на Gerry Weber Open 2008. Пізніше у січні Раонич вийшов у третє коло Australian Open, де програв Ллейтону Х'юїтту.
19 лютого Раонич виграв свій третій титул і другий титул на SAP Open підряд, перемігши у фіналі Дениса Істоміна 7-6, 6-2.
Наступного тижня у Мемфісі Раонич вдруге поспіль програв у фіналі Regions Morgan Keegan Championships, цього разу — Юргену Мельцеру 5-7, 6-7.
В Індіан-Веллсі Раонич дійшов до третього кола, де програв майбутньому чемпіону Роджеру Федереру 7-6, 2-6, 4-6.
У квітні Раонич взяв участь у Monte-Carlo Masters, але програв у першому колі Альберту Монтаньєсу. Він дійшов до півфіналу Barcelona Open, перемігши 4-у ракетку світу Енді Маррея у чвертьфіналі.
Раонич вийшов у третє коло Ролан Гаррос, де програв Хуану Монако 6-7 (5-7) 6-3 6-7 (5-7) 6-3 6-4. На Вімблдоні він програв у другому колі Сему Кверрі.
На Олімпіаді у Лондоні він програв у другому колі Жо-Вілфріду Тсонга. Їхній матч став рекордним за тривалістю (3 години 53 хвилин), але цей рекорд протримався всього три дні — у півфіналі Роджер Федерер і Хуан-Мартін дель Потро грали 4 години і 26 хвилин. Втім, Раонич і Тсонга утримують олімпійський рекорд за кількістю зіграних геймів у матчі (66) та за тривалістю одного сета (3 години 00 хвилин).
На домашньому Мастерсі у Торонто він вийшов до чвертьфіналу після перемоги над Віктром Троїцьким та зняття Енді Маррея, проте поступився Джону Ізнеру 7-6, 6-4. Тим не менш, після Rogers Cup він став 19-ю ракеткою світу, вперше увійшовши в топ-20 рейтингу. Після Мастерса у Цинциннаті, де він дійшов до чвертьфіналу, попутно обігравши шостого сіяного Томаша Бердиха, Раонич піднявся на 16 місце в рейтингу, що забезпечило йому 15-й номер посіву на US Open, а отже унеможливила зустріч з кимось із топ-4 раніше четвертого кола. Втім, на цьому турнірі він поступився уже у четвертому колі майбутньому переможцю Енді Маррею
У жовтні Раонич взяв участь у турнірі в Токіо, де досяг третього в кар'єрі фіналу категорії ATP World Tour 500. У другому колі він обіграв Радека Штепанека 6-4, 6-4. Наступний суперник Віктор Троїцький знявся у першому сеті. У чвертьфіналі Милош знову переміг Янко Типсаревича 6-7, 6-2, 7-6 (другий сет цього поєдинку став першим в історії протистоянь Раонича та Типсаревича, який закінчився не на тай-брейку). У півфіналі він переміг Енді Маррея, відігравши по ходу матчу два матчбола. У фіналі поступився хазяїну змагань Кеї Нішікорі 6-7, 6-3, 0-6.
Раонич закінчив рік на рекордному для себе 13 місці у рейтингу. У 2012 році він був найкращим гравцем у Турі за кількістю поданих ейсів у середньому за матч (15,4), кількістю очок, виграних на першій подачі (82 %), та кількістю виграних геймів на подачі (93 %).

### 2013
Перший турнір Раонича у 2013 році був у Брисбені. Там він поступився вже в першому своєму маті Григору Димитрову. На Відкритому чемпіонаті Австралії Раонич поступився у 4 колі півфіналісту змагань та другій ракетці світу Роджеру Федереру
Перший титул у 2013 році Раонич виграв на турнірі у Сан-Хосе, перемігши у фіналі Томмі Гааса. Цей титул став третім поспіль для Милоша на цьому турнірі. Враховуючи, що турнір вперше проводився у 2011 році, Раонич досі залишається там непереможеним та єдиним гравцем, хто здобував титули.
На початку серпня на канадському Мастерсі Раонич дійшов до фіналу, де поступився Рафаелю Надалю. Цей успіх дозволив йому вперше у кар'єрі увійти у топ-10 рейтингу.

## Статистика виступів на турнірах Великого шолома
| Турнір                  | 2010 | 2011 | 2012 | 2013 | 2014 | 2015 | 2016 | Титулів | В-П   | % перемог |
| ----------------------- | ---- | ---- | ---- | ---- | ---- | ---- | ---- | ------- | ----- | --------- |
| Турніри Великого шолома |      |      |      |      |      |      |      |         |       |           |
| Australian Open         | A    | 4К   | 3К   | 4К   | 3К   | ЧФ   | ПФ   | 0 / 6   | 19-6  | 76        |
| Ролан Гаррос            | A    | 1К   | 3К   | 3К   | ЧФ   | A    | 4К   | 0 / 5   | 11-5  | 69        |
| Вімблдон                | A    | 2К   | 2К   | 2К   | ПФ   | 3К   | Ф    | 0 / 6   | 16-6  | 73        |
| US Open                 | 1К   | A    | 4К   | 4К   | 4К   | 3К   | 2К   | 0 / 6   | 12-6  | 67        |
| Перемоги-поразки        | 0-1  | 4-3  | 8-4  | 9-4  | 14-4 | 8-3  | 15-4 | 0 / 23  | 58-23 | 72        |

## Фінали турнірів ATP

### Одиночний розряд: 23 (8 титулів, 15 поразок)
| Легенда                       |
| ----------------------------- |
| Турніри Великого шолома (0–1) |
| ATP Tour Фінали (0–0)         |
| ATP Tour Masters 1000 (0–4)   |
| ATP Tour 500 Series (1–6)     |
| ATP Tour 250 Series (7–4)     |

| Фінали за покриттям |
| ------------------- |
| Тверде (8–11)       |
| Ґрунт (0–1)         |
| Трава (0–3)         |

| Фінали за умовами |
| ----------------- |
| Під небом (3–12)  |
| У залі (5–3)      |

| Результат | В-П  | Дата     | Турнір                                      | Tier         | Покриття   | Опонент                | Рахунок                      |
| --------- | ---- | -------- | ------------------------------------------- | ------------ | ---------- | ---------------------- | ---------------------------- |
| Перемога  | 1–0  | Лют 2011 | Pacific Coast Championships, США            | 250 Series   | Тверде (i) | Фернандо Вердаско      | 7–6(8–6), 7–6(7–5)           |
| Поразка   | 1–1  | Лют 2011 | U.S. National Indoor Championships, США     | 500 Series   | Тверде (i) | Енді Роддік            | 6–7(7–9), 7–6(13–11), 5–7    |
| Перемога  | 2–1  | Січ 2012 | Chennai Open, Індія                         | 250 Series   | Тверде     | Янко Типсаревич        | 6–7(4–7), 7–6(7–4), 7–6(7–4) |
| Перемога  | 3–1  | Лют 2012 | Pacific Coast Championships, США (2)        | 250 Series   | Тверде (i) | Денис Істомін          | 7–6(7–3), 6–2                |
| Поразка   | 3–2  | Лют 2012 | U.S. Indoor Championships, США              | 500 Series   | Тверде (i) | Юрген Мельцер          | 5–7, 6–7(4–7)                |
| Поразка   | 3–3  | Жов 2012 | Japan Open, Японія                          | 500 Series   | Тверде     | Нісікорі Кей           | 6–7(5–7), 6–3, 0–6           |
| Перемога  | 4–3  | Лют 2013 | Pacific Coast Championships, США (3)        | 250 Series   | Тверде (i) | Томмі Гаас             | 6–4, 6–3                     |
| Поразка   | 4–4  | Сер 2013 | Мастерс Канада, Канада                      | Masters 1000 | Тверде     | Рафаель Надаль         | 2–6, 2–6                     |
| Перемога  | 5–4  | Вер 2013 | Thailand Open, Таїланд                      | 250 Series   | Тверде (i) | Томаш Бердих           | 7–6(7–4), 6–3                |
| Поразка   | 5–5  | Жов 2013 | Японія Open, Японія                         | 500 Series   | Тверде     | Хуан Мартін дель Потро | 6–7(5–7), 5–7                |
| Перемога  | 6–5  | Сер 2014 | Washington Open, США                        | 500 Series   | Тверде     | Вашек Поспішил         | 6–1, 6–4                     |
| Поразка   | 6–6  | Жов 2014 | Японія Open, Японія                         | 500 Series   | Тверде     | Нішікорі Кеі           | 6–7(5–7), 6–4, 4–6           |
| Поразка   | 6–7  | Лис 2014 | Мастерс Париж, Франція                      | Masters 1000 | Тверде (i) | Новак Джокович         | 2–6, 3–6                     |
| Поразка   | 6–8  | Січ 2015 | Brisbane International, Австралія           | 250 Series   | Тверде     | Роджер Федерер         | 4–6, 7–6(7–2), 4–6           |
| Перемога  | 7–8  | Вер 2015 | St. Petersburg Open, Росія                  | 250 Series   | Тверде (i) | Жуан Соуза             | 6–3, 3–6, 6–3                |
| Перемога  | 8–8  | Січ 2016 | Brisbane International, Австралія           | 250 Series   | Тверде     | Роджер Федерер         | 6–4, 6–4                     |
| Поразка   | 8–9  | Бер 2016 | Indian Wells Open, США                      | Masters 1000 | Тверде     | Новак Джокович         | 2–6, 0–6                     |
| Поразка   | 8–10 | Чер 2016 | Queen's Club Championships, Велика Британія | 500 Series   | Трава      | Енді Маррей            | 7–6(7–5), 4–6, 3–6           |
| Поразка   | 8–11 | Лип 2016 | Вімблдонський турнір, Велика Британія       | Grand Slam   | Трава      | Енді Маррей            | 4–6, 6–7(3–7), 6–7(2–7)      |
| Walkover  | 8–12 | Лют 2017 | Delray Beach Open, США                      | 250 Series   | Тверде     | Джек Сок               | Walkover                     |
| Поразка   | 8–13 | Тра 2017 | Istanbul Open, Туреччина                    | 250 Series   | Ґрунт      | Марин Чилич            | 6–7(3–7), 3–6                |
| Поразка   | 8–14 | Чер 2018 | Stuttgart Open, Німеччина                   | 250 Series   | Трава      | Роджер Федерер         | 4–6, 6–7(3–7)                |
| Поразка   | 8–15 | Сер 2020 | Мастерс Цинциннаті, США                     | Masters 1000 | Тверде     | Новак Джокович         | 6–1, 3–6, 4–6                |

### Парний розряд: 1 (1 поразка)
| Легенда                       |
| ----------------------------- |
| Турніри Великого шолома (0–0) |
| ATP Tour Фінали (0–0)         |
| ATP Tour Masters 1000 (0–0)   |
| ATP Tour 500 Series (0–0)     |
| ATP Tour 250 Series (0–1)     |

| Фінали за покриттям |
| ------------------- |
| Тверде (0–0)        |
| Ґрунт (0–0)         |
| Трава (0–1)         |

| Фінали за умовами |
| ----------------- |
| Під небом (0–1)   |
| У залі (0–0)      |

| Результат | В-П | Дата     | Турнір                | Tier       | Покриття | Партнер     | Опоненти                           | Рахунок                |
| --------- | --- | -------- | --------------------- | ---------- | -------- | ----------- | ---------------------------------- | ---------------------- |
| Поразка   | 0–1 | Чер 2011 | Halle Open, Німеччина | 250 Series | Трава    | Робін Гаасе | Роган Бопанна Айсам-уль-Хак Куреші | 6–7(8–10), 6–3, [9–11] |

## Нагороди
- 2011 — Новачок року